# Scleroconcha diplax
Scleroconcha diplax är en kräftdjursart som beskrevs av Louis S. Kornicker 1988. Scleroconcha diplax ingår i släktet Scleroconcha och familjen Philomedidae. Inga underarter finns listade i Catalogue of Life.